# Amartya Sen
Amartya Sen, född 3 november 1933 i Santiniketan i Bengalen i dåvarande Brittiska Indien, är en indisk nationalekonom, numera verksam som Lamont University Professor vid Harvard University i Cambridge, USA.

## Karriär
Till Sens viktigaste arbeten hör forskningen om svältkatastrofer, där han bland annat hävdar att demokrati förhindrar svält. Detta genom att staten då vidtar nödvändiga åtgärder, eftersom de är ansvariga inför medborgarna. Sen erhöll 1998 Sveriges Riksbanks pris i ekonomisk vetenskap till Alfred Nobels minne för sina bidrag till förståelsen av svältkatastrofer, samhällelig utveckling, välfärdens ekonomi och fattigdomens underliggande orsaker. 
Sen har bidragit till att vidga synen på utvecklingsbegreppet. I sin bok Development as Freedom ("Utveckling som frihet", 1999) förespråkar Sen en syn på utveckling som en utvidgad förståelse av människors friheter. Dessa friheter inbegriper bland annat friheten att överleva, få utbildning och social trygghet samt politiska friheter. Sen är starkt kritisk mot att se och mäta utveckling enbart i BNP-tillväxt.
Sen har även skrivit boken Identitet & Våld – Illusionen om ödet. "Våld skapas", skriver Amartya Sen, "när skickliga agitatorer tvingar på godtrogna människor enkelspåriga och aggressiva identiteter". I denna bok visar Sen att föreställningen om unika och givna identiteter är lika mycket en illusion som en stor fara. En sådan syn missförstår praktiskt taget alla människor i hela världen. Den inte bara förminskar människor, den skapar också konflikter och våld genom att ställa "oss" mot "de andra". 
Sen belyser de ofta förödande konsekvenserna av denna människosyn ur en rad olika perspektiv. Han diskuterar ekonomisk globalisering, politisk mångkulturalism, postkolonialism, religiös fundamentalism och global terrorism. Att erkänna människors komplexa identiteter och deras förmåga att välja är avgörande för att finna lösningar på många av de våldsamma konflikter som präglar vår tid. 
Amartya Sen är professor vid Harvard University och fick 1998 Sveriges Riksbanks pris i ekonomisk vetenskap till Alfred Nobels minne. 

## Citat
"Economics, as it has emerged, can be made more productive by paying greater and more explicit attention to the ethical considerations that shape human behaviour and judgment."

## Utmärkelser, ledamotskap och priser
- Adam Smith Prize,  1954
- Fellow of the Econometric Society,  1968[8]
- Hedersdoktor vid Université de Caen-Normandie,  1987[9]
- Hedersdoktor vid Valencia Universitet,  1994[10]
- Kataloniens internationella pris,  1997[11]
- Edinburgh Medal,  1997
- Sveriges riksbanks pris i ekonomisk vetenskap till Alfred Nobels minne,  1998[12]
- Hedersdoktor vid Aix-Marseille-II-universitetet,  19 augusti 1998[13]
- Leontief-priset,  2000[14]
- Hedersdoktor vid L'université Grenoble-II,  2002[9]
- Meister-Eckhart-Preis,  2007[15]
- Weltwirtschaftlicher Preis,  2007[16][17]
- Hedersdoktor vid Sorbonne-universitetet i Paris,  14 maj 2007[18]
- Hedersdoktor vid Universidad Complutense,  2009
- National Humanities Medal,  2011
- Hedersdoktor vid institut catholique de Paris,  2013
- Albert O. Hirschman Prize,  2016[19]
- Skytteanska professuren i statskunskap och vältalighet,  2017
- Hedersdoktor vid Universitetet i Miami,  11 maj 2017[20]
- Hedersdoktor vid Wasedauniversitetet,  2018
- Bodleymedaljen,  2019[21]
- Hedersdoktor vid université Paris-Nanterre,  2020[22]
- Tyska bokhandelns fredspris,  18 oktober 2020[23]
- Prinsessan av Asturiens pris i socialvetenskap,  2021
- Storkorset av Nationella förtjänstorden för vetenskap
- Hedersdoktor vid Universitetet i Padua
- Distinguished Fellow of the American Economic Association
- Hedersdoktor vid Calcuttas universitet
- Grotius Lectures
- Hedersdoktor vid Chinese University of Hong Kong
- Bharat Ratna
- Ledamot av British Academy
- Honorary Fellow of Bangla Academy
- Fellow of the American Academy of Arts and Sciences

[Redigera Wikidata]
- Ledamot av Vetenskapssocieteten i Lund (LVSL, 1981)[24]

## Övrigt
- Amartya Sens CV vid Harvard University (pdf)